# Dolby Vision
Dolby Vision är en teknik utvecklad av Dolby Laboratories för video med högt dynamiskt omfång (HDR).  Det omfattar skapande, distribution och uppspelning av innehåll. Dolby Vision tillåter att man kan justera bildinställningarna mer än dess konkurrent HDR10.
Dolby Vision lanserades 2014, och var då det första tillgängliga HDR-formatet.